# SV Hitzhofen-Oberzell
Der Schützenverein „Hubertus“ Hitzhofen-Oberzell e.V. ist ein Schießsportverein aus der bayerischen Gemeinde Hitzhofen. Der Verein ist für seine Luftpistolenmannschaft bekannt, welche an der 1. Bundesliga Luftpistole des Deutschen Schützenbund (DSB) teilnimmt. Darüber hinaus wird aber auch mit den Luftgewehr, verschiedenen Kleinkaliberwaffen und dem Bogen trainiert und an Wettkämpfen teilgenommen. Der Schützenverein gehört dem Schützengau Eichstätt im Mittelfränkischen Schützenbund (MSB) an. Landesverband ist der Bayerische Sportschützenbund (BSSB).

## Geschichte
Die Idee zur Gründung eines Schützenvereins kam den sechs Gründungsmitgliedern des Vereins während eines Schützenfests 1952 im Nachbarort Hofstetten, einem heutigen Gemeindeteil der Gemeinde Hitzhofen. Bereits im Mai 1953 wurde dann eine Gründungsversammlung in Hitzhofen abgehalten und der Vereinsname offiziell auf Schützenverein „Hubertus“ Hitzhofen-Oberzell festgelegt. Der Beiname „Hubertus“ geht dabei auf den heiligen Hubertus, Schutzpatron der Jäger zurück. Dessen Attribut, der Hirsch mit Kruzifix im Geweih, ziert auch die Vereinsfahne und das Vereinslogo.
Der SV „Hubertus“ Hitzhofen-Oberzell e.V. ist seit dem 26. Januar 1963 unter der Registernummer VR381 beim Amtsgericht Ingolstadt als Verein eingetragen. Seitdem erfolgten mehrere Umzüge in verschiedene Vereinslokale und Schießstände, bis im Jahr 2001 in Hitzhofen ein neues Feuerwehrhaus erbaut wurde. Hier gelang es den damaligen Vereinsfunktionären im Keller des Neubaus auch eine dauerhafte Bleibe für den Verein zu errichten. Der Schießstand im Keller des Feuerwehrhaus Hitzhofen mit seinen 10 elektronischen Schießstandanlagen für Druckluftwaffen, sowie vier elektronischen Schießständen für Kleinkaliberwaffen (bis zu 50 Meter Distanz), konnte 2003, pünktlich zum 50-jährigen Vereinsbestehen bezogen werden.
Die Bogenabteilung des SV „Hubertus“ Hitzhofen-Oberzell e.V. wurde am 3. Oktober 1993 gegründet und hielt ihr Training zunächst auf dem Sportplatz in Hitzhofen ab. Zeitgleich mit dem Neubau des Schützenheims im Feuerwehrhaus Hitzhofen konnte die Bogenabteilung auch dort einen Bogenplatz mit moderner Pfeilfanganlage beziehen. Geschossen werden kann hier auf bis zu 70 Meter Distanz.
Aus dem Schützenverein ging zudem die Laienschauspielgruppe "„Hubertusbrett’l“ hervor, welche sich 2001 auf eigenen Wunsch vom Schützenverein abtrennte und in „D’Hitzhofener Theaterleid“ umbenannt wurde. Die Gruppe führt bis heute in unregelmäßigen Abständen Theaterstücke auf Bühnen in der Gemeinde Hitzhofen auf.

## Sportliche Erfolge

### Luftpistole
- 2015: Aufstieg der 1. Luftpistolenmannschaft in die Bayernliga des BSSB
- 2018: Meisterschaft in der Bayernliga und Aufstieg in die 2. Bundesliga Luftpistole Süd
- 2020: Aufstieg der 1. Luftpistolenmannschaft in die 1. Bundesliga Luftpistole Süd
- 2022: 5. Platz der 1. Bundesliga Luftpistole Süd

### Luftgewehr
- 2020: Aufstieg in die Bezirksoberliga des Mittelfränkischen Schützenbundes

## Bekannte Vereinsmitglieder

### Funktionäre
- Franz Winterstein (* 1934, † 2022[7]), Träger Protektorabzeichen in Gold, Ehrenmitglied des BSSB, Ehrengauschützenmeister Schützengau Eichstätt, Ehrenschützenmeister SV Hitzhofen-Oberzell[8]

### Sportler
- Zorana Arunović (* 1986), Olympiasiegerin Paris 2024 , mehrfache Weltcupsiegerin. Startet seit 2023/2024 für die SV Hitzhofen in der 1. Bundesliga.
- Paul Fröhlich (* 1998), 2. Platz Europameisterschaft 2023 Luftpistolen Team, 2. Platz Deutsche Meisterschaft LP 2021[9], 12. Platz LP Weltcup Ossijek 2021[10], Teilnahme Junioren-Europameisterschaften, Teilnahme Junioren-Weltcup,
- Andrea Heckner (* 1999), Deutscher Meister LP Damen 2022, 2. Platz LP Damenteam Weltcup Ossijek 2021, 1. Platz LP Mixed Team Junioren Weltcup Suhl 2019, Teilnahme Europameisterschaften und Weltmeisterschaften[11]